# خوان أراوغو
خوان أراوغو (بالإسبانية: Juan Araujo)‏ هو لاعب كرة قدم إسباني، ولد في 24 نوفمبر 1920 في لا كارولينا في إسبانيا، وتوفي في 4 نوفمبر 2002 في إشبيلية في إسبانيا. لعب مع نادي إشبيلية ونادي خيريث ونادي قرطبة.

## وصلات خارجية
- خوان أراوغو على موقع قاعدة بيانات كرة القدم.إي يو (الإنجليزية)